# Eugène Foulé
Eugène Foulé (* 30. Juni 1902 in Kleintänchen, Bezirk Lothringen, Reichsland Elsaß-Lothringen; † nach 1944) war ein französischer Kollaborateur während der Besetzung Frankreichs im Zweiten Weltkrieg. 
Er war stellvertretender Leiter der  Deutschen Volksgemeinschaft in Lothringen hinter Gauleiter Josef Bürckel. Am 18. Oktober 1941, ließ Foulé seinen Namen eindeutschen in Eugen Fulle. 1941 wurde er Bürgermeister von Saargemünd. Am 23. Januar 1943 beantragte er die Aufnahme in die NSDAP und wurde zum 1. Februar desselben Jahres aufgenommen (Mitgliedsnummer 9.293.334). Nach der Befreiung wurde er zu fünf Jahren Zwangsarbeit verurteilt.